# کنگو کاوانیشی
کنگو کاوانیشی (انگلیسی: Kengo Kawanishi; ۱۸ فوریهٔ ۱۹۸۵ – ) صداپیشه، و بازیگر اهل ژاپن بود. وی از سال ۲۰۰۶ میلادی تاکنون مشغول فعالیت بوده‌است.